# Rantigny
Rantigny är en kommun i departementet Oise i regionen Hauts-de-France i norra Frankrike. Kommunen ligger i kantonen Liancourt som tillhör arrondissementet Clermont. År 2022 hade Rantigny 2 538 invånare.

## Befolkningsutveckling
Antalet invånare i kommunen Rantigny
| Referens: INSEE |